# جمهوريانية أيرلندية
الجمهوريانية الأيرلندية (بالأيرلندية: poblachtánachas Éireannach) هي حركة سياسية هدفت إلى توحيد أيرلندا واستقلالها. اعتبر الجمهوريون الأيرلنديون الحكم البريطاني في أي جزء من أجزاء أيرلندا غير شرعي من الأساس.
انعكس نمو الحس القومي والديمقراطي المنتشر في أوروبا خلال القرنين الثامن عشر والتاسع عشر على أيرلندا، وجاء على هيئة حركة الجمهوريانية التي ظهرت حينها لمقاومة الحكم البريطاني. هناك عدد من العوامل الخاصة التي أدت إلى معارضة الحكم البريطاني، منها اضطهاد الكاثوليكيين والبروتستانتيين المنشقين، وسعي الإدارة البريطانية إلى اضطهاد الثقافة الأيرلندية، والاعتقاد أن أيرلندا تضررت اقتصاديًا جراء قوانين الاتحاد. أطلقت جمعية الأيرلنديين المتحدين، التي تشكلت في عام 1791 وقادها البروتستانتيون الليبراليون بشكل رئيس، ثورة عام 1798 بدعم من القوات التي أرسلتها فرنسا الثورية، لكن الانتفاضة فشلت. اندلعت انتفاضة ثانية في عام 1803 لكنها أُخمدت بسرعة. قطعت حركة أيرلندا الفتية، التي تأسست في ثلاثينيات القرن التاسع عشر، علاقتها مع رابطة الإبطال التي تزعّمها دانيال أوكونل لإيمان الأولى بأن الصراع المسلح أمر شرعي. نظم بعض أعضاء أيرلندا الفتية تمردًا في عام 1848. نُقل قادة التمرد إلى جزيرة فان ديمينز لاند. تمكّن بعضهم من الهرب إلى الولايات المتحدة، وتواصلوا مع عدد من المنفيين الأيرلنديين هناك والتابعين لأخوية فينيان. شكّل هؤلاء جميعًا، بالإضافة إلى الأخوية الجمهورية الأيرلندية التي أسسها جيمس ستيفينز وآخرون في أيرلندا عام 1858، حركةً عُرفت باسمها الشائع «فينيان»، وكُرست لإسقاط الحكم الإمبراطوري البريطاني في أيرلندا. نظم هؤلاء تمردًا آخرًا، عُرف باسم تمرد فينيان، في عام 1867، وحملة الديناميت في إنجلترا خلال ثمانينيات القرن التاسع عشر.
في أوائل القرن العشرين، بدأ أعضاء الأخوية الجمهورية الأيرلندية، تحديدًا توم كلارك وشون مكدورمنت، بالتخطيط لتمرد آخر. وقعت ثورة عيد الفصح (أو تمرد عيد الفصح) بين 24 و30 من شهر أبريل عام 1916، حين استولى المتطوعون الأيرلنديون وجيش المواطنين الأيرلنديين على وسط دبلن، وأعلنوا عن قيام الجمهورية وتمكّنوا من صد القوات البريطانية لنحو أسبوع. أدى إعدام قادة التمرد، الذين من بينهم كلارك ومكدورمنت وباتريك بيرس وجيمس كونولي، إلى موجة من دعم الجمهوريانية في أيرلندا. في عام 1917، أعلن حزب شين فين أن هدفه «تأمين الاعتراف الدولي بأيرلندا بصفتها جمهورية أيرلندية مستقلة»، وفي الانتخابات العامة لعام 1918، حاز حزب شين فين على 73 مقعدًا في مجلس العموم البريطاني من أصل 105 مقاعد أيرلندية. لم يأخذ النواب المنتخبون مقاعدهم، بل أسسوا ما يُعرف بالبرلمان الأول. بين عامي 1919 و1921، حارب الجيش الجمهوري الأيرلندي، الموالي للبرلمان الأول في أيرلندا، الجيشَ البريطاني والدرك الأيرلندي الملكي، وتلك قوة عسكرية أغلبها من الرومان الكاثوليك، في ما عُرف بحرب الاستقلال الأيرلندية. أدت المحادثات بين الأيرلنديين والبريطانيين في أواخر عام 1921 إلى معاهدة تنازل فيها البريطانيون عن 26 مقاطعة من أصل 32 لتشكيل دولة أيرلندا الحرة التي كانت دومينيون (دولة مستقلة) داخل الكومنولث البريطاني. أدت تلك الأحداث إلى اندلاع الحرب الأهلية الأيرلندية، التي هُزم فيها الجمهوريون على يد رفاقهم الأيرلنديين القدامى الموالين للملكية.
أصبحت دولة أيرلندا الحرة دولة ملكية دستورية مستقلة عقب إعلان بلفور عام 1926 وتشريع وستمنستر عام 1931؛ وتغير اسمها إلى أيرلندا، وأصبحت جمهورية تزامنًا مع إقرار دستور أيرلندا في عام 1937؛ وأعلنت نفسها رسميًا جمهورية عقب إقرار قانون جمهورية أيرلندا عام 1948. في العام ذاته (1948)، اتخذت الحركة الجمهورية قرارًا بالتركيز على أيرلندا الشمالية منذ ذلك الحين. شملت الحملة الحدودية، وهي حرب عصابات بدأت منذ عام 1956 واستمرت حتى عام 1962، قصف معسكرات قوات شرطة أولستر الملكية والهجوم عليها. أدى فشل تلك الحملة إلى تركيز القيادة الجمهورية على العمل السياسي والتحرك نحو اليسار. عقب اندلاع فترة المشاكل بين عامي 1968 و1969، انقسمت الحركة الجمهورية إلى الرسميين (اليساريين) والانتقاليين (التقليديين) في بداية عام 1970. انخرط الطرفان في حملة مسلحة ضد الدولة البريطانية، لكن الرسميين انتقلوا تدريجيًا نحو السياسات السائدة عقب وقف إطلاق النار من طرف الجيش الجمهوري الأيرلندي الرسمي في عام 1972: أُعيدت تسمية حزب «شين فين الرسمي» ليصبح اسمه حزب العمال. أما الجيش الجمهوري الأيرلندي الانتقالي، فاستمر بحملة العنف لنحو 30 سنة –باستثناء هدنتين لوقف إطلاق النار قصيرتي الأمد في عامي 1972 و1975– ونظم هجماته ضد قوات الأمن والأهداف المدنية (تحديدًا الأهداف التجارية). مثّل الحزب الاشتراكي العمالي القوميين من أيرلندا الشمالية في مبادرات مثل اتفاقية سونينغدل عام 1973، لكن الجمهوريين لم يشاركوا في تلك المبادرات، معتقدين أن انسحاب القوات البريطانية والالتزام باتحاد أيرلندا ضرورة وشرط مسبق لأي تسوية. بدأ هذا الوضع بالتغير بعد الخطاب الشهير لداني موريسون عام 1981، الذي دافع فيه عما عُرف باستراتيجية أرمالايت وصناديق الاقتراع. بدأ حزب شين فين تحت قيادة غيري أدامز بالتركيز على البحث عن تسوية سياسية. عندما صوت الحزب في عام 1986 للحصول على مقاعد في الهيئات التشريعية داخل أيرلندا، انسحب بعض الجمهوريين المتعصبين، وهم من أقاموا حزب شين فين الجمهوري والجيش الجمهوري الأيرلندي الاستمراري. عقب حوار هيوم أدامز، شارك حزب شين فين في مسيرة سلام أيرلندا الشمالية، التي أدت بدورها إلى وقف إطلاق النار من طرف الجيش الجمهوري الأيرلندي في عامي 1994 و1997، ولاحقًا اتفاقية الجمعة العظيمة في عام 1998. عقب انتخابات مجلس أيرلندا الشمالية، جلس الجمهوريون في حكومة أيرلندا الشمالية لأول مرة عندما انتُخب مارتن ماكغينيس وبايربر دي برون لمنصب المدير التنفيذي لمجلس أيرلندا الشمالية. على أي حال، وقع انشقاق آخر عندما أسس الجمهوريون المعادون للاتفاقية حركة سيادة المقاطعات الـ32 والجيش الجمهوري الأيرلندي الحقيقي. في الوقت الراهن، تنقسم الجمهوريانية الأيرلندية بين مؤيدي المؤسسات التي أُنشئت وفقًا لاتفاقية الجمعة العظيمة واتفاقية القديس أندراوس اللاحقة، وبين الذين يعارضون كلتا الاتفاقيتين. يُشار إلى النوع الأخير من الجمهوريين عادة بالجمهوريين العصاة.

## التاريخ

### خلفية تاريخية حول الحكم البريطاني لأيرلندا

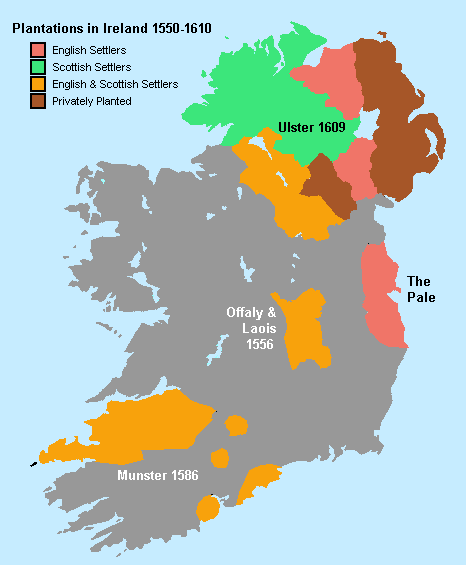
خريطة لجزيرة أيرلندا عام 1609.

عقب الغزو النورماندي لأيرلندا في القرن الثاني عشر، شهدت أيرلندا، أو أجزاء منها، درجات مختلفة من الحكم الإنجليزي. حاول بعض السكان الأصليين من شعب الغايل مقاومة هذا الاحتلال، لكن لم يملك اللوردات المستقلون هدفًا سياسيًا واحدًا وموحدًا حينها. حصل الغزو التودوري (خلال عهد آل تودور) لأيرلندا في القرن السادس عشر. شهدت تلك الفترة ما عُرف بمزارع أيرلندا، فتمت مصادرة الأراضي التي امتلكتها العشائر الأيرلندية الغايلية وسلالات النورمانديين في أيرلندا ووُزعت للمستوطنين البروتستانتيين (المزارعين) القادمين من إنجلترا واسكتلندا. نشأت مزرعة أولستر في عام 1609، واستعمر المستوطنون الإنجليز والاسكتلنديون المحافظةَ على نطاق ضخم.
برزت الحملات المعارضة للوجود الإنجليزي على الجزيرة قبل ظهور أيديولوجيا الجمهورية الأيرلندية. في تسعينيات القرن السادس عشر، قاد هيو أونيل مقاومة ضد الإنجليز (انظر حرب التسع سنوات). هُزم الزعماء الأيرلنديون في النهاية، ما أدى إلى نفيهم وإقامة مزرعة أولستر سابقة الذكر في عام 1609. خلال حرب الثلاثين عامًا، رفع المنفيون الأيرلنديون في إسبانيا التماسًا إلى الملك فيليب الرابع طالبوا فيه بإطلاق حملة لغزو أيرلندا، وفي شهر ديسمبر من عام 1627، حرر وزراء فيليب في مدريد وثيقة تحوي –إلى جانب أمور أخرى– أول اقتراح لإنشاء جمهورية أيرلندا رغبة في تجنب نشوء نزاعٍ بين إيرلات تايرون وتايركونيل حول عرش أيرلندا. لكن ذلك الغزو لم يحدث في نهاية المطاف.